# 三堂集站
三堂集站位于中华人民共和国安徽省阜阳市太和县三堂镇，是京九铁路的一座火车站，等级为四等站，距北京西站808公里，距常平站1507公里，本站及相邻上下行区间均为电气化区段。车站建于1996年，现仅办理货运业务。